# Ауденаарден, Тамара
Тамара Ауденаарден (англ. Tamara Oudenaarden; род. 11 августа 1987, Сент-Альберт, провинция Альберта) — канадская конькобежка, чемпионка Канады на дистанции 500 м, двукратная призёр чемпионата Канады.

## Биография
Тамара Ауденаарден в раннем детстве хотела быть балериной. В возрасте 7 лет стала заниматься конькобежным спортом в клубе "Эдмонтон".
С 2001 года стала участвовать в Кубке Канады, а с 2003 года в Национальном чемпионате, в 2008 году дебютировала на чемпионате мира в спринтерском многоборье в Херенвене и заняла 24-е место. В 2009 году заняла 4-е место на дистанции 500 м и 5-е на 1000 м на чемпионате Канады в Ванкувере и участвовала на спринтерском чемпионате мира в Москве, где заняла 24-е место в многоборье. 
После окончания средней школы Bellerose Composite участвовала в чемпионате мира на отдельных дистанциях в Ванкувере, где заняла 18-е место на дистанции 500 метров. В декабре 2009 года впервые заняла 3-е место на чемпионате Канады на дистанции 500 м. В январе 2010 года она принимала участие в чемпионате мира в спринтерском многоборье и заняла 19-е место. 
У Тамары дебют мог состоятся на зимних Олимпийских играх в Ванкувере, но её взяли резервным спортсменом. Она так и не выступила на играх. Через год стала вновь третьей на дистанции 500 м на Национальном чемпионате, а в феврале 2011 года выиграла серебряные медали в забегах на 500 и 1000 м на чемпионате Северной Америки. В течение следующих трёх сезонов она не показывала высоких результатов не национальном уровне, не на международном. 
В 2015 году Ауденаарден впервые выиграла чемпионат Канады на дистанции 1000 м. В январе 2016 года на чемпионате Канада она заняла 8-е место в забеге на 500 м и 10-е на 1000 м. Она официально завершила карьеру в феврале 2017 года.

## Личная жизнь
Тамара Ауденаарден училась в средней школе Bellerose Composite. В настоящее время проживает в Калгари вместе со своей сестрой Ники - легкоатлеткой сборной Канады в семиборье.